# Калековец
Калековец (болг. Калековец) — село в Болгарии. Находится в Пловдивской области, входит в общину Марица. Население составляет 2657 человек.

## Политическая ситуация
В местном кметстве Калековец, в состав которого входит Калековец, должность кмета (старосты) исполняет Колю Иванов Миланов (независимый) по результатам выборов.
Кмет (мэр) общины Марица — Запрян Иванов Дачев (Болгарская социалистическая партия (БСП)) по результатам выборов.